# Immersion (entreprise)
 (mars 2025).
Pour les articles homonymes, voir Immersion.
Immersion est une entreprise française spécialisée dans les technologies immersives et collaboratives, telles que la réalité virtuelle, la réalité augmentée, la réalité mixte, et les logiciels de collaboration. Elle a été fondée en 1994 dans la Technopole Bordeaux Montesquieu à Martillac, près de Bordeaux par Christophe Chartier et Guillaume Claverie.

## Historique
Immersion a débuté en distribuant du matériel informatique lié à la réalité virtuelle. Guillaume Claverie quitte l'entreprise dès 1995 à la suite de difficultés rencontrées au cours de la première année d'activité. Par la suite, l'entreprise travaille avec de grands groupes tels que Airbus ou Dassault Aviation, des laboratoires de recherche (LaBRI) et gère en 1998 d'importantes commandes pour PSA. Dans les années 2000, l'entreprise se développe et propose un service de solutions de réalité virtuelle clés en main pour les industriels en leur délivrant des systèmes complexes à façon,,. Simultanément, le département Recherche et Développement est créé et participe depuis à des projets de recherche nationaux et européens, avec une reconnaissance scientifique de ses publications au niveau international,.
Cette période est un pivot et permet à l'entreprise de connaître une croissance plus importante. En 2013, Immersion comptait 33 salariés et des entreprises telles que Renault, EADS et Astrium parmi ses clients. Immersion fait dès lors office d'entreprise spécialisée en réalité virtuelle professionnelle. En 2014, le monde de la réalité virtuelle gagne en visibilité à la suite du rachat de Occulus Rift par Facebook vulgarisant ainsi très rapidement et massivement les technologies de réalité virtuelle. L'entreprise développe des solutions simplifiées pour adresser ce marché en croissance, nommées les « solutions 3i », en clin d’œil à la notion du triangle de la réalité virtuelle développé par Grigore Burdea et Philippe Coiffet dans leur ouvrage "La Réalité Virtuelle" qui se traduit en 3 "i" : Immersion-interaction-imagination, ce qui donne des noms de produits tels que Meetiiim, Shariiing,,, etc. Le chiffre d'affaires de l'entreprise poursuit sa croissance, atteignant 9,1 millions d'euros en 2015. L'entreprise a fait son entrée en bourse en 2016, permettant de lever 2,53 millions d'euros,. La même année, Immersion connait une baisse de plus de 30 % de son chiffre d'affaires et un exercice négatif en déficit de 2,3 millions d'euros avant de se rétablir en 2017,,.
Parallèlement, l'entreprise élargit ses partenariats et est précurseur dans les applications de réalité augmentée et mixte,. En 2017, Immersion devient l'une des deux entreprises en France à être sélectionnées par Microsoft pour le programme HoloLens Agency Readiness devenu depuis Mixed Reality Partner Program.
Cependant, le chiffre d'affaires, malgré un espoir de rebond en 2017, affiche une baisse constante et plonge de 9,1 millions d'euros en 2015 à 5,26 millions d'euros en 2020 malgré un PGE de 1,7 million d'euros .